# NGC 4078
NGC 4078 este o galaxie lenticulară situată în constelația Fecioara. A fost descoperită în 17 aprilie 1863 de către Heinrich Louis d'Arrest. Se află la o distanță de 38,1 de megaparseci de Pământ.